# Петропавловский, Лев Николаевич
Лев Николаевич Петропа́вловский (3 октября 1925, Ленинград — 7 сентября 1978, Ленинград) — советский актёр оперетты.

## Биография
Родился в Ленинграде 3 октября 1925 года в семье священника, был четвёртым ребёнком в семье. В 1933 году его отец был арестован и сослан в лагеря. Петропавловский участвовал в Великой Отечественной войне с 1941 года, был контужен и ранен в руку. Оба его старшие братья и сестра погибли во время войны.
Во время Ленинградской блокады Лев Петропавловский служил в ЛТМК, который оставался единственным театром, проработавшем в осаждённом городе все 900 дней блокады. Позже актёр работал в Пятигорском театре музыкальной комедии (позже Ставропольский краевой театр музыкальной комедии, ныне Ставропольский государственный краевой театр оперетты), затем вновь в ЛТМК.
Актёр был сбит машиной и погиб 7 сентября 1978 года.

## Фильмография
- 1968 — Кориолан
- 1974 — Свадьба Кречинского — Пётр Константинович Муромский
- 1976 — Труффальдино из Бергамо — Панталоне, венецианский банкир